# وقتی جهنم شکست
وقتی جهنم شکست (به انگلیسی: When Hell Broke Loose) یک فیلم سینمایی آمریکایی در ژانر فیلم جنگی در رابطه با جنگ جهانی دوم محصول سال ۱۹۵۸ میلادی به کارگردانی کنت جی کرین و با بازی چارلز برانسون است.

## داستان
در سال ۱۹۴۵، یک جاسوس عاشق زنی آلمانی می شود، در حالیکه نیروهای زبده آلمانی در لباس آمریکایی، خرابکاریهای زیادی را پشت خطوط آمریکاییها به وجود می آورند...

## بازیگران
| بازیگر          | نقش ها        |
| --------------- | ------------- |
| چارلز برانسون   | استیو بولاند  |
| ریچارد جاکل     | کارل          |
| طعم بنفش        | ایلسا         |
| اروید نلسون     | لودویگ        |
| رابرت استون     | جونسی         |
| ادی فوی سوم     | بروکلین       |
| رابرت استیونسون | اسیر گریسون   |
| دنیس مک کارتی   | اسیر ملتون    |
| راسل تورسون     | سرهنگ کراندال |